# رافاييل غارسيا (لاعب كرة قدم)
رافاييل غارسيا (بالإنجليزية: Rafael Garcia)‏ (19 ديسمبر 1988 في الولايات المتحدة - ) هو لاعب كرة قدم أمريكي في مركز الوسط. لعب مع لوس أنجلوس غلاكسي ولوس انجلوس غالاكسي 2.

## وصلات خارجية
- رافاييل غارسيا على موقع الدوري الأمريكي (الإنجليزية)
- رافاييل غارسيا على موقع قاعدة بيانات كرة القدم.إي يو (الإنجليزية)
- رافاييل غارسيا على موقع AS.com (الإسبانية)